# Leubsdorf (Rajna-vidék-Pfalz)
Leubsdorf település Németországban, Rajna-vidék-Pfalz tartományban. Lakosainak száma 1632 fő (2023. december 31.). Leubsdorf Hausen és Dattenberg községekkel határos.

## Népesség
A település népességének változása:
| Lakosok száma | 1462 | 1607 | 1565 | 1562 | 1598 | 1640 | 1632 |
|               | 1975 | 2014 | 2017 | 2019 | 2021 | 2022 | 2023 |